# 新塞爾希伊夫卡 (伊久姆區)
49°20′16″N 37°51′16″E / 49.33778°N 37.85444°E
新塞爾希伊夫卡（烏克蘭語：Новосергіївка）是位於烏克蘭東部的村莊，由哈爾科夫州伊久姆區的博罗瓦市镇負責管轄。該村始建於1790年，面積0.55平方公里，海拔高度182米，2001年人口41，人口密度每平方公里74.1人。